# 和歌山県道151号新和歌浦線
和歌山県道151号新和歌浦線（わかやまけんどう151ごう しんわかうらせん）は、和歌山県和歌山市を通る一般県道である。

## 概要
和歌山市雑賀崎から和歌山市和歌浦中3丁目に至る。

### 路線データ
- 起点：和歌山県和歌山市雑賀崎（雑賀崎交差点、和歌山県道15号新和歌浦梅原線交点）
- 終点：和歌山県和歌山市和歌浦中3丁目（和歌浦交差点、国道42号交点）
- 実延長：4.992 km

## 歴史
- 1959年（昭和34年）5月14日 - 和歌山県が一般県道として新和歌浦線を認定[1]。

## 路線状況
全線にかけて海側を通る道である。さらに、夏になると片男波海水浴場へ行く人が多く、渋滞しやすい。

### 通称
- 海岸通り
- あしべ通り

### 道路施設

#### 橋梁
別線
- あしべ橋（市町川、和歌山市）

#### トンネル
- 新和歌浦隧道：延長50 m、1971年（昭和46年）竣工、和歌山市

## 地理

### 通過する自治体
- 和歌山市

### 交差する道路
| 交差する道路                     | 交差する場所  | 交差する場所        |
| -------------------------------- | ------------- | ------------------- |
| 和歌山県道15号新和歌浦梅原線     | 雑賀崎        | 雑賀崎交差点 / 起点 |
| 和歌山県道151号新和歌浦線 / 別線 | 和歌浦中3丁目 |                     |
| 国道42号                         | 和歌浦中3丁目 | 和歌浦交差点 / 終点 |

### 沿線
- 片男波海水浴場